# Сосновий Бор
Сосновий Бор (рос. Сосновый Бор) — місто Ленінградської області Росії. Адміністративний центр муніципального утворення «Місто Сосновий Бор».
Населення — 65 788 осіб (2010 рік).

## Уродженці
- Афанасьєв Іван Іванович (в селі Устя (нині входить до складу міста).
- Ася Казанцева
- Малишко Дмитро Володимирович